# Barrio de la Esperanza (Guadalajara)
El barrio de la Esperanza o de la Amistad es un barrio de Guadalajara (España), situado al sur de la ciudad junto a la autovía A-2. 

## Descripción
El barrio está rodeado por grandes ejes de comunicación de la ciudad, con la avenida de Castilla al norte, la calle de Toledo al este, la calle de Sigüenza al oeste y la autovía del Nordeste al sur. Los edificios del barrio se sitúan en torno a dos calles que lo cruzan de este a oeste.
Las viviendas más antiguas del barrio son bloques de viviendas de tres o cuatro alturas, que más tarde se combinaron con grandes bloques de unos diez pisos de altura y una zona más nueva de viviendas unifamiliares situadas al oeste del barrio. Además, en el barrio se emplazan dos colegios, uno privado concertado al norte, el colegio salesiano San José, y otro público al oeste, el colegio Ocejón. En el sur del barrio se encuentra el parque de la Amistad, uno de los mayores de la ciudad.

## Historia
Fue creado en los años 1960 junto al colegio salesiano San José para acoger la población procedente de la emigración del campo a la ciudad, primero con algunos bloques de viviendas aislados. En los años 1970 se constituyó una cooperativa de viviendas con el nombre de Virgen de la Esperanza, que le dio nombre al barrio, con el fin de estructurar el barrio y dotarlo de servicios carentes hasta entonces. En los años 1980 se creó en las eras que quedaban entre las viviendas y la carretera N-II el parque de la Amistad, uno de los mayores espacios verdes de la ciudad y en los años 1990 se terminó de edificar todo el suelo urbanizable.